# Himne Nacional Brasiler
L'Himne Nacional del Brasil amb lletra d'Osório Duque-Estrada (1870 - 1927) i música de Francisco Manuel da Silva (1795-1865). Va ser reconegut per la Llei N º 5.700 d'1 de setembre de 1971.
L'himne s'entona com a salutació a la Bandera Nacional i al President, al Congrés i a la Cort Suprema, com en altres casos que determini la reglamentació, o la cortesia. Se'n permet el cant en la sessió d'obertura d'actes cívics, cerimònies religioses i de caràcter patriòtic i abans dels esdeveniments esportius internacionals.
A partir del 22 de setembre de 2009, l'himne nacional de Brasil esdevingué obligatori a les escoles públiques i privades de tot el país. Almenys un cop a la setmana, tots els estudiants d'escola primària l'han de cantar.
A l'època del règim militar al Brasil, la Llei 5.700/71 ja obligava l'execució de l'himne nacional a les escoles, però sense definir-ne la freqüència.

## Text
I

Ouviram do Ipiranga as margens plácidas

De um povo heróico o brado retumbante,

E o sol da Liberdade, em raios fúlgidos,

Brilhou no céu da Pátria nesse instante.

Se o penhor dessa igualdade

Conseguimos conquistar com braço forte,

Em teu seio, ó Liberdade,

Desafia o nosso peito a própria morte!

Ó Pátria amada,

Idolatrada,

Salve! Salve!

Brasil, um sonho intenso, um raio vívido

De amor e de esperança à terra desce,

Se em teu formoso céu, risonho e límpido,

A imagem do Cruzeiro resplandece.

Gigante pela própria natureza,

És belo, és forte, impávido colosso,

E o teu futuro espelha essa grandeza

Terra adorada,

Entre outras mil,

És tu, Brasil,

Ó Pátria amada!

Dos filhos deste solo és mãe gentil,

Pátria amada,

Brasil!

II

Deitado eternamente em berço esplêndido,

Ao som do mar e à luz do céu profundo,

Fulguras, ó Brasil, florão da América,

Iluminado ao sol do Novo Mundo!

Do que a terra mais garrida

Teus risonhos, lindos campos têm mais flores;

"Nossos bosques têm mais vida",

"Nossa vida" no teu seio "mais amores".

Ó Pátria amada,

Idolatrada,

Salve! Salve!

Brasil, de amor eterno seja símbolo

O lábaro que ostentas estrelado,

E diga o verde-louro desta flâmula

- Paz no futuro e glória no passado.

Mas, se ergues da justiça a clava forte,

Verás que um filho teu não foge à luta,

Nem teme, quem te adora, a própria morte!

Terra adorada

Entre outras mil,

És tu, Brasil,

Ó Pátria amada!

Dos filhos deste solo és mãe gentil,

Pátria amada,

Brasil!